# Isodontia pelopoeiformis
Isodontia pelopoeiformis är en biart som först beskrevs av Anders Gustav Dahlbom 1845.  Isodontia pelopoeiformis ingår i släktet Isodontia och familjen grävsteklar. Inga underarter finns listade i Catalogue of Life.